# Gamma (miniserie televisiva)
Gamma è uno sceneggiato televisivo giallo a sfondo fantascientifico su un soggetto di Fabrizio Trecca, trasmesso in 4 puntate per la prima volta dalla Rai nel 1975 per la regia di Salvatore Nocita. Ha come tema un trapianto di cervello e le sue implicazioni etiche.

## Ambientazione
La storia è ambientata in Francia, a Créteil, in un futuro imprecisato.
Sobrio negli effetti scenici e nelle trovate fantascientifiche, lo sceneggiato mostra un mondo futuribile non molto diverso da quello dell'epoca della produzione se non per la locazione avveniristica (scorci di un quartiere residenziale torinese e di uno parigino) e alcune novità tecnologiche puramente marginali (come un videotelefono ma provvisto di disco combinatore, computer con schede perforate e stampanti ad aghi, auto Citroën dalla linea comunque avveniristica nonché le fotocamere che continuano l'uso della pellicola), ma con la sorprendente possibilità di visualizzare i pensieri mediante cui la polizia riesce a individuare l'autore di uno dei delitti.
La pena capitale è fondamentale per la trama e da qui l'ambientazione francese, sebbene l'ultima esecuzione avverrà solo due anni più tardi per essere totalmente abolita nel 1981. La ghigliottina, pur se rimodernata, mantiene la struttura tipica e include la tradizione dell'ultima sigaretta. In alternativa al cognac assunto a digiuno si inietta un farmaco per inibire le volontà.
L'elemento saliente dell'opera è il dibattito sul progresso raggiunto dalla medicina, che interviene radicalmente su un essere umano, e il pericolo della diffusione di droghe sempre più subdole, qui sotto forma di una comune sigaretta, il cui fruitore diviene dipendente sia dallo stupefacente sia dallo spacciatore.
I media tendevano allora ad eleggere la cosiddetta "sigaretta drogata" come unico mezzo di assunzione, celando la più brutale siringa.

## Trama

### Prima puntata
Un giovane, Daniel, viene ghigliottinato per l'omicidio di un poliziotto. La sentenza viene ritenuta giusta anche dallo stesso Daniel, benché egli sia stato indotto al delitto dalla sua amante Marianne Laforet, una affascinante e perfida trafficante di sostanze stupefacenti. Qualche tempo dopo Jean Delafoy (cognato di Daniel), corridore automobilistico, ha un terribile incidente in pista, riportando danni cerebrali irreversibili. L'équipe del dottor Duval, neurochirurgo d'avanguardia, stabilisce che Jean sia il soggetto idoneo per operare il primo trapianto di cervello su di un essere umano.
La moglie Nicole, sebbene sconcertata, autorizza l'intervento, che viene eseguito con successo. L'identità del donatore verrà tenuta assolutamente segreta.

### Seconda puntata
Jean deve ora seguire una lunga fase di riabilitazione in cui vengono ricostruiti i suoi ricordi e la sua personalità.
Appena riabilitato, Jean ha un recupero fisico perfetto ma assume atteggiamenti insoliti, inizia a fumare e domanda molto di Daniel. La moglie viene rassicurata dai medici che si tratta di circostanze normali ma inspiegabilmente, una sera, Jean si reca nel circo dove lavora Marianne Laforet e la strangola.

### Terza puntata
Jean è consapevole di aver commesso il delitto e dell'eventuale condanna capitale, sicché decide di fuggire. Mediante tecniche poliziesche sofisticate, una testimone è in grado di ricostruire fotograficamente il volto di Jean e l'ispettore di Polizia riconosce l'uomo di cui era stata denunciata recentemente la scomparsa. Jean braccato tenta una disperata fuga in moto ma viene arrestato.
Durante il processo il dottor Duval è costretto a svelare alla corte (e a Jean stesso) l'intervento effettuato sul paziente in fin di vita, scatenando in Jean una drammatica reazione emotiva.

### Quarta puntata
Nell'istruttoria, pur ignorando il movente, Jean si dichiara reo confesso. Da testimonianze viene appurato che l'uomo non poteva individuare Marianne, la sua vittima in quanto al momento del delitto, era irriconoscibile dalla maschera di scena.
Nella solitudine della cella, Jean riflette su chi egli sia effettivamente, per poi rendersi conto che proprio questi interrogativi confermano la sua autocoscienza individuale.
Il processo diventa un vero e proprio dibattito bioetico. Viene esposta la teoria secondo cui la personalità individuale non sarebbe relegata interamente nel cervello. Secondo le argomentazioni dell'autore, attraverso il personaggio del Dottor Duval, l'organo potrebbe essere un contenitore potenzialmente uguale per tutti.
Nonostante le incongruenze della ricostruzione, Jean viene giudicato colpevole sia dalla giuria che dal computer e condannato a morte. Con un colpo di scena finale, basato su una sua intuizione, Jean risolve la tensione dei quattro episodi, assicurandosi la salvezza e comprendendo la sensatezza dell'intervento subito. Mentre Jean trascorre in cella le sue ultime ore di vita infatti, Nicole trova in casa della madre un nastro registrato simile a quelli usati per 'riprogrammare' la memoria di Jean. Una breve indagine permette alla giovane donna di scoprire la verità: la madre ha sostituito uno dei nastri vagliati dal calcolatore con uno inciso da lei allo scopo di condizionare la volontà del genero e indurlo a uccidere Marianne. Mentre Jean si appresta ad essere giustiziato, la moglie - accompagnata da Philippe, dal professor Duval e dalla dottoressa Mayer - si precipita dal Procuratore Generale affinché sospenda l'esecuzione: ci sono infatti le prove che Jean ha agito sotto l'effetto di un impulso subliminale, recepito cioè passivamente e senza possibilità di controllo cosciente. Jean è già sul lettino con la testa sotto la lama della ghigliottina, il cui dispositivo automatico è avviato, quando giunge l'ordine del Procuratore di sospendere l'esecuzione.
Un fotogramma finale reca una didascalia la quale svela l'identità del donatore, "un modesto impiegato morto di polmonite": nonostante si possa trapiantare un cervello umano, si può ancora morire per patologie comuni.

## Produzione
Gli interni sono stati realizzati negli studi RAI di Torino.
Le scene del circuito automobilistico sono state filmate nell'autodromo di Monza.
Le scene d'inseguimento di Jean Delafoy in moto, ambientate nella periferia di Parigi, sono state in realtà girate in Piemonte, presumibilmente sull'autostrada A21.

### Cast
- Jean Delafoy (Giulio Brogi): protagonista. Dopo l'intervento ha la lucidità di non riconoscere il proprio meccanico per evitare di riprendere a correre. Rinuncia a ritrattare la propria confessione e completa su se stesso l'opera di ricostruzione della propria personalità.
- Daniel Lucas (Guido Tasso): figura cardine della storia che compare all'inizio ed alla fine della serie è fratello di Nicole, moglie di Jean. Nella fasi di ricostruzione dei ricordi vengono omesse informazioni a lui riguardanti.
- Madre di Daniel (Regina Bianchi): non se ne conosce il nome. Affranta dal dolore per la perdita del figlio si disinteressa dell'altra figlia e frequenta assiduamente il circo dove Marianne lavora al punto da venir notata da uno dei nani che la diffida dal continuare a frequentare gli spettacoli. Questo nano altri non è infatti che il capo della banda di narcotrafficanti di cui Marianne fa parte.
- Marianne Laforet (Laura Belli): spregiudicata ed affascinante ragazza, è una trafficante di stupefacenti. Riesce a comandare Daniel mediante droghe disciolte in sigarette, usate anche per il traffico stesso. Il suo nuovo fidanzato è Philippe amico e collega di Jean che la conosce subito prima dell'incidente.
- Nicole Delafoy (Mariella Zanetti): personaggio di forte umanità che affronta con coraggio la perdita del fratello ed il continuo pericolo di vita di Jean, puntualmente a rischio per il suo stesso mestiere, per l'incidente e per la sorte di fronte alla giustizia.
- Philippe (Ugo Cardea): collega ed amico di Jean; subisce sia l'influenza negativa che il ricatto di Marianne, divenuta sua fidanzata dopo la morte di Daniel. A seguito della morte di Marianne salverà Jean dalla vendetta della banda di spacciatori, dalla quale lui stesso ha cercato di sfuggire.

### Apparizioni
- Nicoletta Rizzi, nella parte della Dottoressa Mayer, già vista nell'altro celebre sceneggiato fantascientifico RAI A come Andromeda.
- Nella quarta puntata, durante il dibattimento, appare l'attore e doppiatore Gianfranco Bellini, la voce del computer HAL 9000 in 2001: Odissea nello spazio di Stanley Kubrick), qui nella parte del neurologo svedese Prof. Aklund.

## Musiche
La celeberrima musica per la sigla dello sceneggiato fu composta da Enrico Simonetti.
Mantenne per molte settimane il primo posto dei 45 giri più venduti.
Nel 1996, il rapper italiano Kaos utilizza un campione della sigla per il brano Domani sarà peggio, contenuto nell'album Fastidio.

## Influenza culturale
Lo sceneggiato fu parodiato da Raimondo Vianello e Sandra Mondaini in uno sketch della trasmissione (di nuovo) Tante scuse del 1975, intitolato Delta. L'attore interprete del neurochirurgo è lo stesso dell'originale, Sergio Rossi.